# Tethysbaena juglandis
Espèce
Tethysbaena juglandis est une espèce de crustacés thermosbaenacés de la famille des Monodellidae.

## Distribution
Cette espèce est endémique d'Haïti. Elle se rencontre dans les eaux souterraines du bassin de la rivière Limbé.

## Description
Le mâle holotype mesure 1 612 µm et la femelle paratype 1 868 µm.

## Étymologie
Cette espèce est nommée en l'honneur de Jos Notenboom.

## Publication originale
- Wagner, 1994 : A monographic review of the Thermosbaenacea (Crustacea: Peracarida). A study on their morphology, taxonomy, phylogeny and biogeography. Zoologische Verhandelingen (Leiden), vol. 291, p. 1-338.